# Heròdot d'Olint
Heròdot ( Ἡρόδοτος) fou un escultor grec d'Olint, contemporani de Praxíteles, que va fer diverses estàtues de Firne i d'altres cortesans macedonis. (Tatià, Orat. Graec. 53, 54.)